# Кровавая жатва (фильм)
«Кровавая жатва» (фр. Haute tension, дословно — «Высокое напряжение») — французский слэшер 2003 года режиссёра Александра Ажа по сценарию, написанному совместно с Грегори ЛевассёрОм, с Сесиль Де Франс и Майвенн в главных ролях. По сюжету две студентки прибывают в уединённый фермерский дом для учёбы, где они вскоре сталкиваются с серийным убийцей.
Связанный с движением New French Extremity High Tension был выпущен Lions Gate Entertainment после успешного показа в секции Midnight Madness Международного кинофестиваля в Торонто в 2003 году, где он был перевыпущен на английском языке и получил рейтинг «R». Затем Lions Gate потратили 14 миллионов долларов на широкий прокат фильма в США, где он заработал 3,6 миллиона долларов; Lions Gate позже выпустили оригинальную версию на Blu-ray и DVD.
Все эффекты были созданы итальянским визажистом ужасов Джаннетто Де Росси, фаворитом покойного режиссёра Лучо Фульчи.

## Сюжет
Студентки Мари и Алекс направляются в загородный дом родителей Алекс, где планируют спокойно подготовиться к грядущим экзаменам. В это же время по округе на своём старом грузовике разъезжает маньяк-психопат — толстый мужчина в кепке и комбинезоне. Ночью он заезжает в домик родителей Алекс. Там он убивает вышедшего на стук отца. Затем маньяк убивает мать бритвой, в младшего брата Алекс стреляет из дробовика, а также похищает её саму, связав цепями. Мари удаётся спастись лишь чудом, ввиду того что маньяк не подозревал о её присутствии в доме, так как девушка замела следы своего присутствия. Тем не менее, после всех этих событий Мари проникает в фургон убийцы с намерением спасти Алекс от неминуемой смерти, однако попытки освободить её оказываются тщетными. Через какое-то время фургон останавливается возле автомобильной заправки. Мари сбегает из него и мчится в магазин, но там же оказывается и маньяк. После недолгого разговора с продавцом маньяк убивает и его. Девушка прячется в туалетной кабинке, пока убийца методично исследует помещения. Мари удаётся скрыться и позвонить в полицию, после чего она решает преследовать уже уехавшего маньяка на автомобиле, взятом на автозаправке. Она въезжает в лес, но маньяк обгоняет её и сбивает её машину в кювет. Мари получает травмы головы, но выживает. Позже убийца находит её и пытается задушить, но Мари удаётся отбиться и убить его палкой, обмотанной колючей проволокой.
Тем временем полиция приезжает к заправке и смотрит записи с камеры наблюдения. На ней видно, как заправщика убивает Мари. Становится понятно, что убийцей была Мари, страдающая — раздвоением личности, причём её «вторая» личность — мужчина. Наутро Мари освобождает Алекс, но та, обвинив Мари в учинённых зверствах, нападает на неё с ножом. Раненая Мари в роли маньяка преследует Алекс с циркулярной бензопилой. Алекс добегает до дороги и ловит машину, но та съезжает на обочину и больше не заводится. Несмотря на это Алекс всё равно садится в неё, а Мари нападает на водителя и убивает его. Тем временем Алекс выбирается из машины, Мари её настигает. После короткого разговора Алекс пытается убить Мари гвоздодёром, найденным в машине.
В конце фильма показана Мари, находящаяся в психбольнице.

## В ролях

### Главные роли
- Сесиль Де Франс — Мари
- Майвенн — Алекс

### Второстепенные роли
- Филипп Наон — маньяк
- Андрей Финти — Дэниел Сорал, отец Алекс
- Оана Пелля — миссис Сорал, мать Алекс
- Франк Кальфун — Джимми
- Марко Клаудиу Паску — Том Сорал, младший брат Алекс

## Показ
Фильм был выпущен во Франции 18 июня 2003 года компанией EuropaCorp.
Фильм был показан на Международном кинофестивале в Торонто в 2003 году во время секции «Midnight Section». После показа на фестивале фильм был приобретён Lionsgate Films для показа в Северной Америке. В своей книге «Films of the New French Extremity» Александра Уэст описала Показ фильма на «Midnight Section» сделал этот раздел кинофестиваля «непреднамеренным бастионом для New French Extremity», который до сих пор не имел популярных последователей. После выхода фильма на фестивале последовали другие фильмы, такие как «Мучение» (2004), «Шайтан» (2006), «Граница», «Месть нерождённому» (2007) и «Мученицы» (2008).
В Соединённых Штатах Lionsgate выпустила английскую версию фильма в 1323 кинотеатрах 10 июня 2005 года (с маркетинговой стоимостью 14 миллионов долларов). Несколько сцен убийств были усечены, чтобы избежать рейтинга NC-17. Для продвижения фильма Lionsgate выпустила восстановленный театральный трейлер с участием песни «Superstar» от Sonic Youth.

### Цензура
Некоторые сцены были вырезаны из американской версии, чтобы получить рейтинг «R» от Ассоциации кинокомпаний. Было вырезано около одной минуты фильма, чтобы избежать рейтинга «NC-17». Версия с рейтингом «R» была выпущено в американских кинотеатрах, на менее распространенном полноэкранном DVD и на потоковом сервисе Tubi. В этом разделе отмечается, что было удалено из оригинального французского фильма без рейтинга для создания американской версии.
- Отец Алекс графически обезглавлен книжным шкафом, его шея без головы распыляет кровь. В версии с рейтингом «R» убийство отредактировано, чтобы быстро вырезать момент, когда книжный шкаф раздавливает и отделяет ему голову. Позже тело видно на лестнице без головы.
- Когда матери Алекс перерезали горло, сцена укорочена; большая часть артериального всплеска, когда убийца оттягивает её голову, исчезает. Также были отредактированы последующие кадры, на которых Мари осматривает тело.
- Смерть Джимми, клерка заправочной станции, была сокращена. Крупным планом были удалены снимки топора, торчащего в груди.
- Сцена, где Мари ударяет по лицу убийцы палкой из колючей проволоки, укороченна и менее откровенна; Мари поражает убийцу меньше раз, и показано меньше деталей ран убийцы.
- Выемка водителя с бетонной пилой была сокращена.
- Крупный план лома в плече Мари отсутствует.

## Реакция

### Критика
На "Rotten Tomatoes, фильм имеет рейтинг 41 % на основе 133 отзывов, со средней оценкой 5,30 из 10. Консенсус сайта гласит: «В этом французском слэшере действительно есть хорошее напряжение, но дубляж плохой, а конечный поворот невероятный». Он также получил оценку 42 на «Metacritic» на основе 30 отзывов, классифицируя его как получивший «смешанные или средние отзывы». Зрители, опрошенные «CinemaScore», дали фильму среднюю оценку «C−» по шкале от «A+» до «F».
Американский кинокритик Роджер Эберт дал фильму только одну звезду, начав свою рецензию: «Философ Томас Гоббс говорит нам, что жизнь может быть „бедной, противной, грубой и короткой“. Как и этот фильм». Он добавил, что в фильме была сюжетная дыра, «которая не только достаточно велика, чтобы проехать через грузовик, но на самом деле имеет грузовик, проезжающий прямо через неё».
Лиза Нессельсон из «Variety» была более прощающей, сказав, что фильм «неупрекажденно жонглирует кровью и напряжением», имеет «нервный звуковой дизайн» и «имеет зловещий, гемоглобинский вид, который подходит к сюжету, как перчатка»" Джеймс Берардинелли похвалил фильм, написав: «Фильм наслаждается кровью, но это не просто обычный сплэттер. Есть много интеллекта как в сценарии, так и в направлении Александра Ажа… Для тех, кто любит фильмы ужасов и не возражает против большого количества красных жидкостей, это нельзя пропустить. Это триумф Гран-Гиньоля». Марк Холкомб из «The Village Voice» написал, что фильм напоминает «пастиш американских слэшеров 70-х годов, которые, по-видимому, добавят к всемирному избытку ироно-ностальгических сиквелов, ремейков и ретекторов», в конечном итоге увидев его «отрадно кровавым, упорно интеллектуальным деконом таких как „Техасская резня бензопилой“, „Хэллоуин“ и (удивительно, но метко) „Дуэль“».
Оценки
- Сергей Кудрявцев (КиноПоиск) — 5 баллов из 10[20]

Согласно рецензии, в фильме «наличествует высоконапряжённая атмосфера, льющаяся потоками человеческая кровь, а также неуправляемая страсть в человеческих отношениях». Отмечается также, что «фильм начинается как многие молодёжные американские фильмы ужасов (типа „Я знаю, что вы сделали прошлым летом“ или „Техасская резня бензопилой“), а завершается оригинально, но несколько запутанно. <…> Большая часть фильма изобилует зрелищными моментами, однако к финалу картина превращается в психопатологическую драму, заставляющую зрителя задуматься». Именно подобные сюжетные смены рецензия характеризует как «противоречие».

### Награды
- Международный кинофестиваль в Ситжесе
  - Гран-при за европейский фантазийный фильм
  - Премия за режиссуру
  - Премия за главную женскую роль
  - Премия за грим

## Спор
Фильм был включён в 10 самых смешных жестоких фильмов журнала «TIME».
Многими зрителями в своё время было отмечено, что первая половина фильма во многом схожа с романом Дина Кунца «Очарованный кровью» и его одноимённой экранизацией. Ажа на Суданском кинофестивале в 2004 году признал, что читал роман и знает о том, что сюжеты вышли похожими. В свою очередь сам Кунц на своём веб-сайте заявил, что знает о схожести, но не будет предъявлять иск за плагиат, потому что фильм настолько ему не понравился, что он меньше всего хочет, чтобы его имя когда-либо было с ним связано.

## Отсылки в других СМИ
Нью-Йоркский хорроркор-исполнитель Кори Дженнингс, он же Кардиак, отдал дань уважения фильму в музыкальном клипе на свой сингл «The Country Road Cover Up».